# Каннингем, Зак
Закари Дэниел Каннингем (англ. Zachary Daniel Cunningham, 12 декабря 1994, Пинсон) — профессиональный футболист, выступающий на позиции лайнбекера в клубе НФЛ «Хьюстон Тексанс».

## Биография

### Любительская карьера
Зак родился 12 декабря 1994 года в Пинсоне, штат Алабама, в семье Фреда и Софи Каннингемов. Кроме него в семье ещё четверо сыновей и две дочери. Во время учёбы в школе он занимался лёгкой атлетикой, играл в баскетбол. За футбольную команду школы Каннингем выступал в течение трёх лет, был капитаном команды. По итогам сезона 2012 года Зак был признан Линейным нападения года по версии газеты Birmingham News.
В 2013 году Каннингем поступил в Университет Вандербильта в Нашвилле. Во время учёбы на первом курсе он не играл за университетскую команду, тренируясь с запасными игроками защиты и работая над физической готовностью. В сезоне 2014 года Зак принял участие в одиннадцати играх «Вандербильт Коммодорс», сделав 67 захватов и 1,5 сэка. Последние пять игр он провёл в стартовом составе на позиции внутреннего лайнбекера в схеме 3—4.
В 2015 году он принял участие в двенадцати играх, девять из которых провёл в стартовом составе. По итогам чемпионата Зак вошёл в символическую сборную конференции по опросам тренеров команд и сайта ESPN. На четвёртом курсе Каннингем провёл свой лучший сезон в студенческом футболе. Он стал лидером конференции и вошёл в число десяти лучших игроков страны по количеству захватов (125). В ноябре 2016 года Зак вошёл в число пяти финалистов Приза Баткаса, вручаемого лучшим лайнбекерам школьного, студенческого и профессионального футбола. Он также стал первым игроком в истории университета, вошедшим в символическую сборную национального чемпионата с набранными 100 % голосов.

#### Статистика выступлений в NCAA
| Сезон | Команда               | Игры | Захваты | Захваты | Захваты | Захваты | Захваты | Перехваты | Перехваты | Перехваты | Перехваты | Перехваты | Фамблы | Фамблы | Фамблы | Фамблы |
| Сезон | Команда               | Игры | Solo    | Ast     | Tot     | Loss    | Sk      | Int       | Yds       | Y/R       | TD        | PD        | FR     | Yds    | TD     | FF     |
| ----- | --------------------- | ---- | ------- | ------- | ------- | ------- | ------- | --------- | --------- | --------- | --------- | --------- | ------ | ------ | ------ | ------ |
| 2014  | Вандербильт Коммодорс | 7    | 26      | 17      | 43      | 5,5     | 1,5     | 0         | 0         | 0,0       | 0         | 2         | 0      | 0      | 0      | 1      |
| 2015  | Вандербильт Коммодорс | 12   | 59      | 29      | 88      | 14,0    | 4,5     | 0         | 0         | 0,0       | 0         | 1         | 3      | 0      | 0      | 3      |
| 2016  | Вандербильт Коммодорс | 13   | 71      | 54      | 125     | 16,5    | 0       | 0         | 0         | 0,0       | 0         | 3         | 4      | 0      | 0      | 2      |
| Всего | Всего                 | 32   | 156     | 100     | 256     | 36,0    | 6,0     | 0         | 0         | 0,0       | 0         | 6         | 7      | 0      | 0      | 6      |

### Профессиональная карьера
Перед драфтом НФЛ 2017 года сильными сторонами Каннингема называли его реакцию, способность захватывать игроков соперника за линией розыгрыша за счёт выбора позиции, его устойчивость к травмам. Отдельно выделяли способность Зака играть в персональном прикрытии против раннинбеков и тайт-эндов соперника за счёт атлетизма и понимания игры. Минусами называли относительно слабые ноги, из-за чего он не всегда мог сохранять равновесие после контакта с соперником, и склонность атаковать игрока с мячом снизу вверх, позволяя оппоненту уходить от захвата. На драфте он был выбран клубом «Хьюстон Тексанс» во втором раунде под общим 57 номером.
В дебютном для себя сезоне Каннингем отыграл 816 снэпов в защите, сделав 90 захватов и 1,5 сэка. Он успешно заменил ветерана команды Брайана Кушинга, пропустившего десять игр чемпионата из-за дисквалификации за применение запрещённых препаратов. В 2016 году «Тексанс» позволяли сопернику набирать в среднем 41,6 ярда за счёт пасов на раннинбеков, а с приходом Зака этот показатель снизился до 32,1 ярда. Каннингем испытывал проблемы с блокирующими линии нападения соперника и лучшие свои качества проявлял, получая возможность играть по мячу.

#### Статистика выступлений в НФЛ

##### Регулярный чемпионат
| Сезон | Команда         | Игры | Захваты | Захваты | Захваты | Захваты | Захваты | Перехваты | Перехваты | Перехваты | Перехваты | Перехваты | Фамблы | Фамблы | Фамблы | Фамблы |
| Сезон | Команда         | Игры | Solo    | Ast     | Tot     | Loss    | Sk      | Int       | Yds       | Y/R       | TD        | PD        | FR     | Yds    | TD     | FF     |
| ----- | --------------- | ---- | ------- | ------- | ------- | ------- | ------- | --------- | --------- | --------- | --------- | --------- | ------ | ------ | ------ | ------ |
| 2017  | Хьюстон Тексанс | 16   | 45      | 37      | 82      | 5       | 1,5     | 0         | 0         | 0,0       | 0         | 6         | 0      | 0      | 0      | 1      |
| 2018  | Хьюстон Тексанс | 14   | 73      | 34      | 107     | 3       | 0       | 1         | 38        | 38,0      | 1         | 5         | 1      | 0      | 0      | 2      |
| Всего | Всего           | 30   | 118     | 71      | 189     | 8       | 1,5     | 1         | 38        | 38,0      | 1         | 11        | 1      | 0      | 0      | 3      |